# Love You Inside Out
Love You Inside Out ist ein Lied der Bee Gees aus dem Jahr 1979, das von Barry, Robin und Maurice Gibb im Vorjahr geschrieben wurde und auf dem Album Spirits Having Flown erschien. Albhy Galuten, Karl Richardson, Barry, Robin und Maurice Gibb produzierten das Lied.

## Geschichte
Das Lied ist eine funkige Disco-Nummer. Während der Aufnahmen spielten die Gebrüder Gibb ihrem Manager Robert Stigwood angeblich einen Streich und schickten ihm eine Aufnahme mit einem veränderten Text. Eine Zeile lautete dort: „backwards and forwards with my cock hanging out“ (deutsch: Hin und her wie mein Schwanz pendelt), um zu sehen, ob dieser auch deren Arbeit kontrolliert. In der veröffentlichten Version heißt die Zeile „backwards and forwards with my heart hanging out“ (deutsch: hin und her wie mein Herz schlägt).
Die Veröffentlichung war am 20. April 1979, in den Vereinigten Staaten und Kanada wurde Love You Inside Out ein Nummer-eins-Hit. Es war der sechste Nummer-eins-Hit in Folge in den Billboard Hot 100, was zuvor den Beatles gelang. Billboard wählte Love You Inside Out zum besten Lied des Albums Spirits Having Flown.

## Coverversionen
- 1996: Total (When Boys Meets Girl)
- 2002: R. Kelly feat. Jay-Z (Honey)
- 2004: Leslie Feist
- 2004: Snoop Dogg (Ups & Downs)